# Brian Dawkins
Brian Patrick Dawkins nacido el 13 de octubre de 1973 (51 años) apodado Weapon X, es un jugador de fútbol americano (safety) retirado. Jugó en National Football League por 16 temporadas. Jugó fútbol colegial para la Universidad de Clemson. Fue seleccionado por Philadelphia Eagles en el segundo round de la selección de 1996, jugando 13 temporadas para Filadelfia. Dawkins jugó sus 3 últimas temporadas con los Broncos de Denver.
Fue nueve veces seleccionado al tazón de los profesionales (Pro Bowl). Dawkins es un miembro del equipo del 75 aniversario de Filadelfia, el equipo de los 2000's de la NFL y del club 20/20 (20 capturas de Mariscal y 20 intercepciones). Dawkins será elegible para formar parte del salón de la fama en 2017.

## Primeros años
Dawkins nació y fue criado en Jacksonville, Florida y conoció por primera vez a la que se convertiría en su esposa durante la secundaria. Salió con Connie Kerrin mientras asistían a la preparatoria William M. Raines High School; de la cual se graduaron en 1992.

## Carrera colegial
Dawkins fue a la Universidad de Clemson (Clemson University) en Carolina del Sur. Fue titular por 3 años para el equipo de los Tigres de Clemson, terminó su carrera con 247 tacleadas y 11 interceptaciones. Recibió los honores de All-ACC en 1995. Fue nombrado profundo en el primer equipo llamado "Clemson's all-centennial" en 1996 y fue seleccionado para el salón de la fama de dicha Universidad en 2009. El 11 de enero de 2013, la Universidad de Clemson estableció un premio llamado "Brian Dawkins lifetime achievement" que anualmente honra a los exjugadores por sus contribuciones en el campo y en la comunidad.

## Carrera profesional

### Águilas de Filadelfia
Dawkins fue seleccionado en la segunda vuelta de la selección de 1996 por las Águilas de Filadelfia. Como novato en 1996, reemplazó a Eric Zomalt como safety titular. Permaneció en esa posición durante las 13 temporadas que jugó en Filadelfia. En 1996, fue titular en 13 de 14 juegos en los que jugó, logrando 75 tacleadas, una captura de mariscal y 3 intercepciones.
Dawkins llegó a su primer Pro Bowl en 1999, ganándose la reputación de fuerte tacleador y el apodo "Weapon X" (Arma X) el nombre clave de un personaje de las historietas de los X-Men conocido por su constante agresión. Su aparición como uno de los safety élite de la NFL, lograron que le dieran el título de "capitán de la defensiva" en Filadelfia, y una estancia segura en ese equipo.

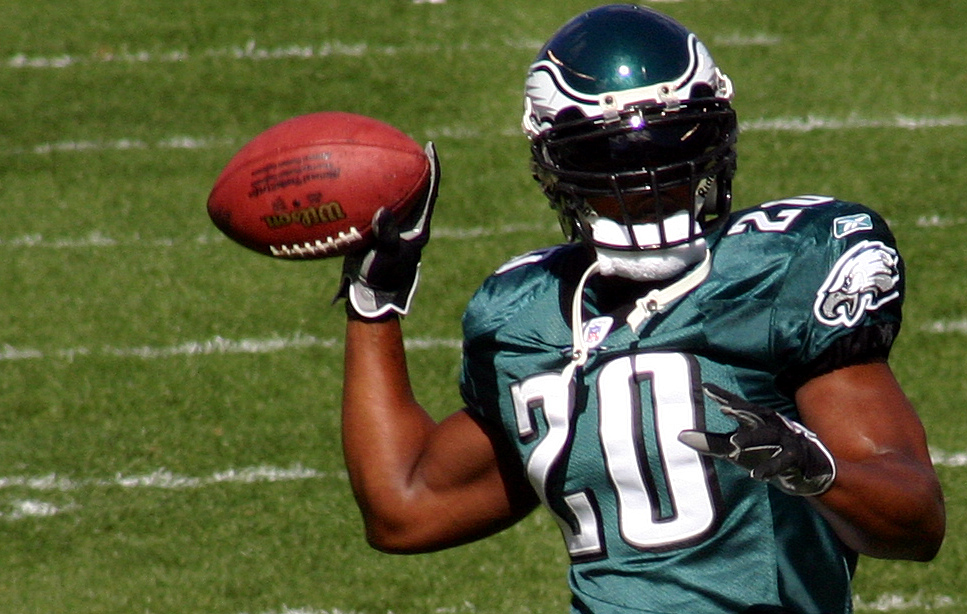
Dawkins en 2007 antes de un juego con las Águilas de Filadelfia.

En 2002 en un juego en contra de los tejanos de Houston, se convirtió en el primer jugador en la historia de la NFL en conseguir una captura de mariscal, una intercepción, provocar un balón suelto, y una recepción para anotación en un solo juego. Su actuación, además de su juego de estrella, le ganó un contrato por 7 años al concluir la temporada 2002.
En el 2004, después de 3 derrotas consecutivas por el Campeonato de la NFC, las Águilas de Filadelfia finalmente avanzaron al Superbowl ante una victoria en contra de los Halcones de Atlanta. Dawkins jugó un papel muy importante, interceptando un pase. Ese Superbowl fue el primero y el último para Brian Dawkins. 
Durante la temporada 2008, Dawkins se convirtió en el décimo miembro del club 20/20. Rompió el récord de las Águilas con el mayor número de juegos superando a Harold Carmichael con 180. La temporada del 2008 fue memorable para Dawkins y las Águilas, llegando al Campeonato de la NFC una vez más, sin embargo esta vez derrotados por los Cardenales de Arizona, siendo el último juego de Brian Dawkins como miembro de las Águilas de Filadelfia. Se convirtió, también, en miembro del club 30/30 con por lo menos 30 intercepciones y 30 balones sueltos forzados. Él y Charles Tillman son los únicos jugadores que tienen en su registro por lo menos 35 de cada uno.
Terminó su Carrera en Filadelfia siendo titular en 182 de 183 juegos, obteniendo 898 tacleadas, 35 intercepciones, 32 balones sueltos forzados y 21 capturas de mariscal. 

### Broncos de Denver
El 28 de febrero de 2009, Dawkins firmó contrato por 5 años y 17 millones de dólares con los Broncos de Denver. El contrato incluía 7.2 millones garantizados y una opción de cancelar el contrato después de 2 años recibiendo 1.8 millones. Dawkins podía ganar, también, 10 millones extras por bonos de rendimiento.

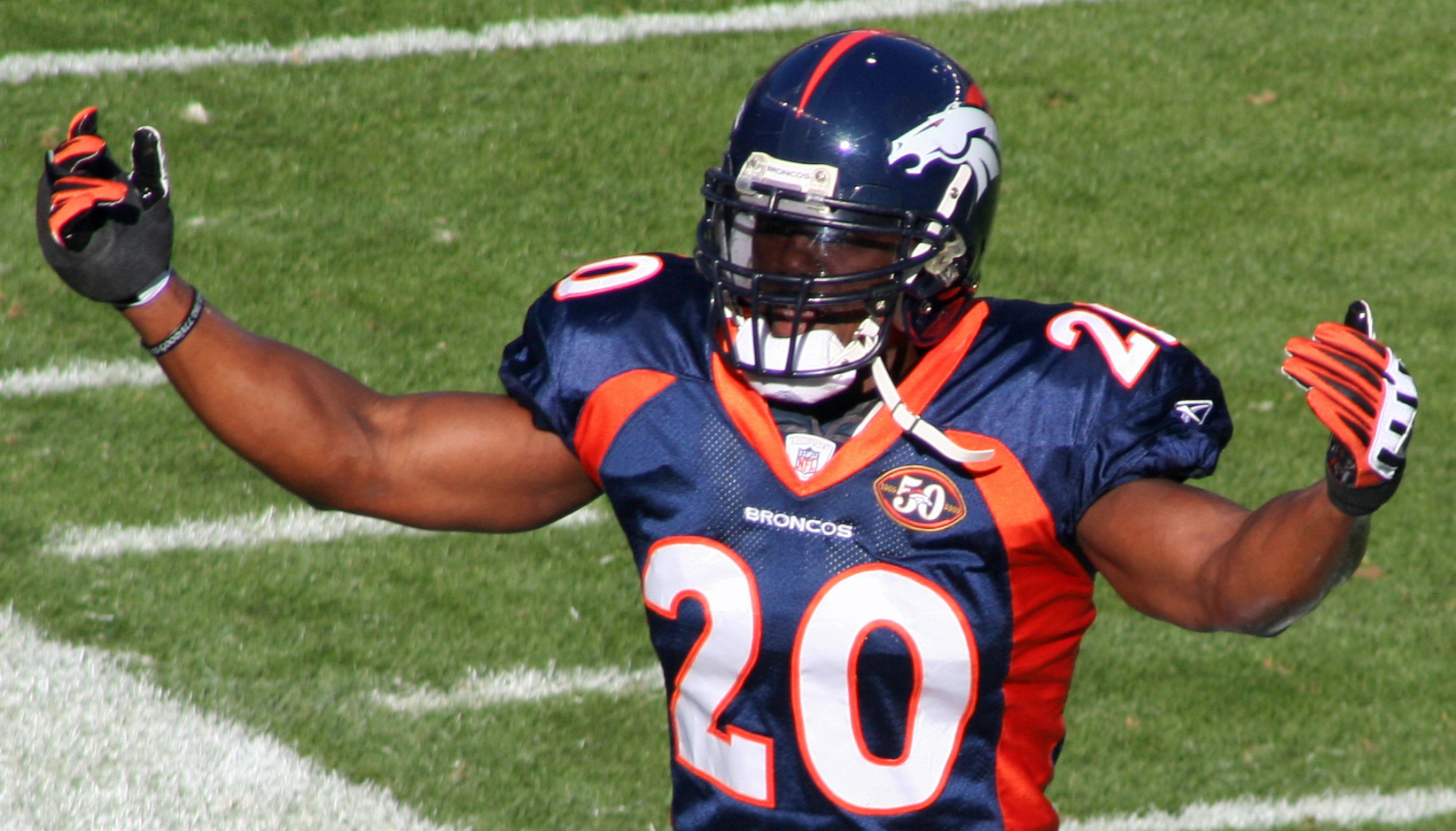
Brian Dawkins en 2009 con Broncos.

El 29 de diciembre de 2009, la NFL anunció que Dawkins sería titular del equipo de la AFC en el Pro Bowl. Dawkins jugó en 16 de 16 juegos en 2009 para los Broncos. Totalizando 116 tacleadas y 2 intercepciones. En los siguientes 2 años, diferentes lesiones frenaron a Dawkins. En 2012, acomulo 66 tacleadas y 2 intercepciones, jugando sólo 11 juegos. Dawkins jugó 14 juegos la siguiente temporada (2011), acumulando sólo 38 tacleadas. Fue votado para ser titular en el Pro Bowl de 2012 después de que Troy Polamalu se lastimara. 

### Retiro
El 23 de abril de 2012, Dawkins anunció por Twitter que se iba a retirar de la NFL, argumentando que quería retirarse mientras aún se encontraba saludable. Planeó permanecer en Colorado, quería comezar como entrenador de fútbol colegial en el otoño. El 28 de abril de 2012, Dawkins junto con Jeffrey Lurie y anunciaron un contrato por un día para retirarse como miembro de las Águilas de Filadelfia. Las Águilas dieron el retiro al número 20 de Dawkins en una ceremonia durante el medio tiempo un 30 de septiembre en un juego contra Los Gigantes de Nueva York (New York Giants). Las Águilas han retirado sólo 9 jerseys a lo largo de 80 años de historia.
En 2014, Dawkins se unió al equipo de ESPN como analista de la NFL.

## Estadísticas generales
|  | Seleccionado al Pro Bowl |

| Año   | Equipo | Juegos | Juegos | Tacleadas | Tacleadas | Tacleadas | Tacleadas | Intercepciones | Intercepciones | Intercepciones | Intercepciones | Intercepciones | Intercepciones | Balones sueltos | Balones sueltos | Balones sueltos | Balones sueltos |
| Año   | Equipo | GP     | GS     | Comb      | Total     | Ast       | Sck       | PDef           | Int            | Yds            | Avg            | Lng            | TDs            | FF              | FR              | Yds             | TDs             |
| ----- | ------ | ------ | ------ | --------- | --------- | --------- | --------- | -------------- | -------------- | -------------- | -------------- | -------------- | -------------- | --------------- | --------------- | --------------- | --------------- |
| 1996  | PHI    | 14     | 13     | 74        | 53        | 21        | 1.0       | 0              | 3              | 41             | 13.7           | 30             | 0              | 0               | 2               | 23              | 0               |
| 1997  | PHI    | 15     | 15     | 74        | 61        | 13        | 0.0       | 0              | 3              | 76             | 25.3           | 64             | 1              | 0               | 0               | --              | --              |
| 1998  | PHI    | 14     | 14     | 56        | 45        | 1.0       | 0         | 5              | 2              | 39             | 19.5           | 30             | 0              | 1               | 1               | 0               | 0               |
| 1999  | PHI    | 16     | 16     | 78        | 58        | 20        | 1.5       | 24             | 4              | 127            | 31.8           | 67             | 1              | 6               | 2               | 0               | 0               |
| 2000  | PHI    | 13     | 13     | 72        | 55        | 17        | 2.0       | 10             | 4              | 62             | 15.5           | 32             | 0              | 1               | 2               | 0               | 0               |
| 2001  | PHI    | 15     | 15     | 70        | 58        | 12        | 1.5       | 17             | 2              | 15             | 7.5            | 15             | 0              | 2               | 2               | 49              | 1               |
| 2002  | PHI    | 16     | 16     | 95        | 66        | 29        | 3.0       | 12             | 2              | 27             | 13.5           | 27             | 0              | 5               | 4               | 4               | 0               |
| 2003  | PHI    | 7      | 7      | 35        | 28        | 7         | 0.5       | 6              | 1              | 0              | 0.0            | 0              | 0              | 0               | 0               | --              | --              |
| 2004  | PHI    | 15     | 15     | 70        | 62        | 8         | 3.0       | 12             | 4              | 40             | 10.0           | 32             | 0              | 2               | 1               | 0               | 0               |
| 2005  | PHI    | 16     | 16     | 80        | 69        | 11        | 3.5       | 24             | 3              | 24             | 8.0            | 24             | 0              | 4               | 1               | 0               | 0               |
| 2006  | PHI    | 16     | 16     | 98        | 76        | 22        | 1.0       | 14             | 4              | 38             | 9.5            | 38             | 0              | 5               | 0               | --              | --              |
| 2007  | PHI    | 10     | 10     | 37        | 28        | 9         | 0.0       | 6              | 1              | 1              | 1.0            | 1              | 0              | 0               | 0               | --              | --              |
| 2008  | PHI    | 16     | 16     | 75        | 64        | 11        | 3.0       | 7              | 1              | 25             | 25.0           | 25             | 0              | 6               | 1               | 0               | 0               |
| 2009  | DEN    | 16     | 16     | 116       | 95        | 21        | 0.0       | 10             | 2              | 0              | 0.0            | 0              | 0              | 1               | 3               | 0               | 0               |
| 2010  | DEN    | 11     | 11     | 66        | 55        | 11        | 2.0       | 5              | 1              | -2             | -2.0           | -2             | 0              | 2               | 0               | --              | --              |
| 2011  | DEN    | 14     | 12     | 51        | 38        | 13        | 3.0       | 6              | --             | --             | --             | --             | --             | 1               | 0               | --              | --              |
| Total | Total  | 224    | 221    | 1,147     | 911       | 236       | 26.0      | 153            | 37             | 513            | 13.9           | 67             | 2              | 36              | 19              | 76              | 1               |

Fuente: Pro-Football-Reference.com

## Records y premios
- 9× Pro Bowl (1999, 2001, 2002, 2004, 2005, 2006, 2008, 2009, 2011)
- 6× All-Pro (1999, 2001, 2002, 2004, 2006, 2009)
- 20/20 Club
- The first player in NFL history to record a sack, an interception, forced fumble, and touchdown reception in a single game
- The first player in NFL history to record at least 30 interceptions and 30 forced fumbles.
- "Whizzer" White NFL Man of the Year (2008)
- Philadelphia Eagles 75th Anniversary Team
- NFL 2000s All-Decade Team
- Philadelphia Eagles #20 retired